# Großer Preis von Russland 2015
Der Große Preis von Russland 2015 (offiziell 2015 Formula 1 Russian Grand Prix) fand am 11. Oktober auf dem Sochi Autodrom in Sotschi statt und ist das 15. Rennen der Formel-1-Weltmeisterschaft 2015.

## Bericht

### Hintergründe
Nach dem Großen Preis von Japan führte Lewis Hamilton in der Fahrerwertung mit 48 Punkten vor Nico Rosberg und mit 59 Punkten vor Sebastian Vettel. In der Konstrukteurswertung führte Mercedes mit 169 Punkten vor Ferrari und mit 298 Punkten vor Williams.
Beim Großen Preis von Russland stellte Pirelli den Fahrern die Reifenmischungen P Zero Soft (gelb) und P Zero Supersoft (rot) sowie für Nässe Cinturato Intermediates (grün) und Cinturato Full-Wets (blau) zur Verfügung.
Im Vergleich zum Vorjahr wurde die Strecke nur geringfügig verändert. Die zusätzlichen Curbs an den Scheitelpunkten von Kurve 2 und Kurve 13 hinter den eigentlichen Randsteinen wurden auf eine Höhe von acht Zentimetern abgeflacht. Ein zusätzlicher Randstein wurde am Ausgang von Kurve 2 angebracht, der den bestehenden Randstein um fünf Zentimeter überragt. In der Auslaufzone der Kurve wurden Poller montiert und Linien aufgemalt, damit Fahrzeuge nach dem Verlassen der Strecke an dieser Stelle sicher wieder zurückfahren können. Außerdem wurden in Kurve 4 und Kurve 5 Öffnungen in den Streckenbegrenzungen geschaffen, um Fahrzeuge schneller von der Strecke bergen zu können. Die in Kurve 8 montierten TecPro-Barrieren wurden verlängert, außerdem wurde die Mauer rechts an der Einfahrt in die Boxengasse durch eine Leitplanke ersetzt.
Die Strecke hatte zwei DRS-Zonen. Die erste Zone begann am Scheitelpunkt von Kurve 1, der Messpunkt befand sich 138 Meter vor der Kurve. Der zweite Messpunkt lag 72 Meter vor Kurve 10, direkt danach auf der Gegengeraden, 230 Meter hinter der Kurve begann die zweite DRS-Zone.

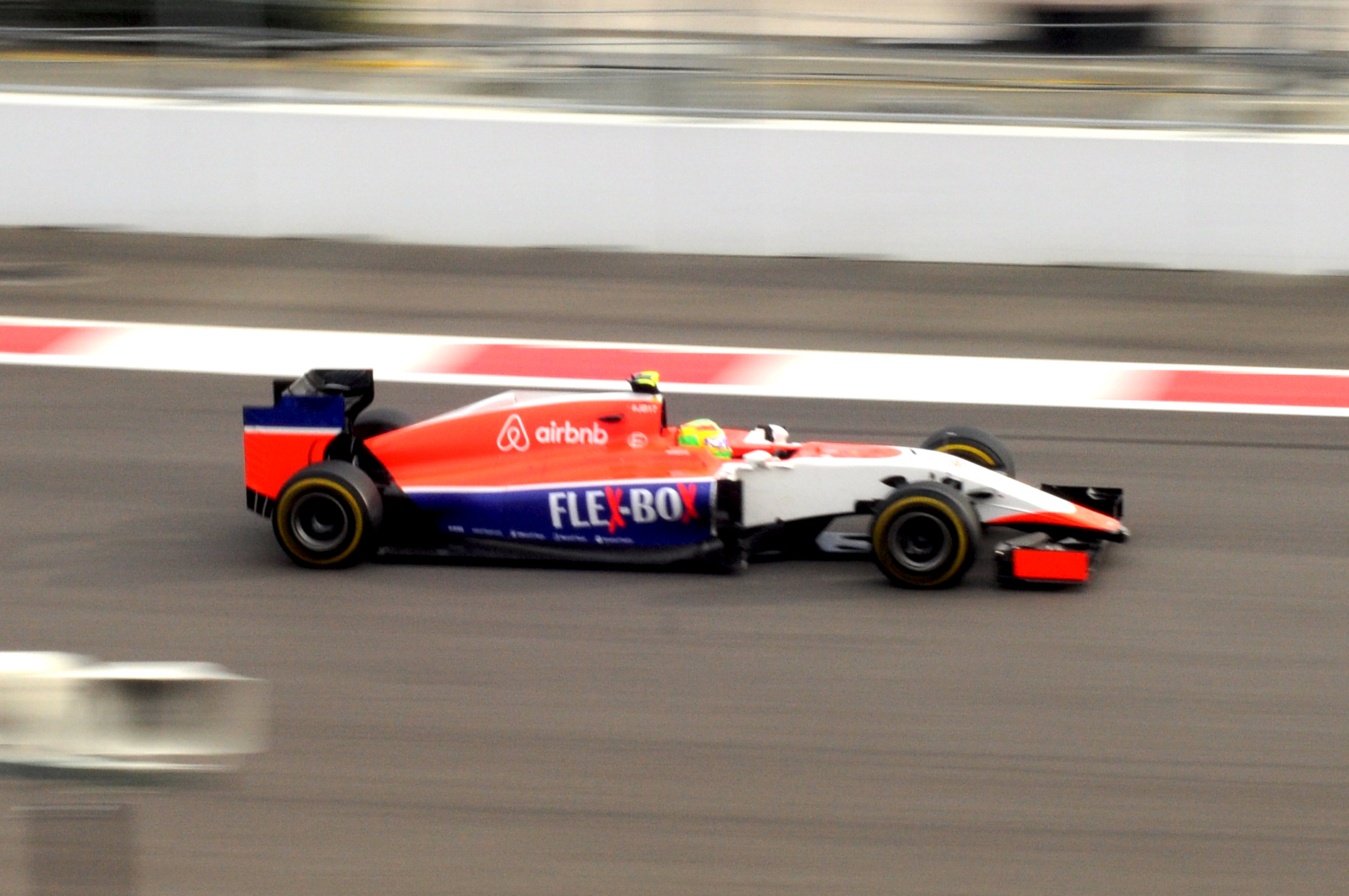
Roberto Merhi kehrte zu Manor zurück

Zu einem erneuten Fahrerwechsel kam es bei Manor: Roberto Merhi kehrte ins Cockpit zurück und ersetzte Alexander Rossi, der die letzten beiden Rennen für das Team bestritt.
Honda stellte dem McLaren-Team für das Fahrzeug von Fernando Alonso im freien Training beim Großen Preis von Russland erstmals die letzte Ausbaustufe ihres diesjährigen Motors zur Verfügung. Dafür verbrauchte Honda die letzten der für 2015 zur Verfügung stehenden Token. Ein Renneinsatz des neuen Motors war jedoch erst beim Großen Preis der USA geplant.
Alonso bestritt zum 250. Mal ein Grand-Prix-Wochenende. Da er, genau wie alle anderen Piloten mit Michelin-bereiften Fahrzeugen, jedoch beim Großen Preis der USA 2005 nicht an den Start ging, war es sein 249. Grand Prix.
Pastor Maldonado (sechs), Max Verstappen (fünf), Marcus Ericsson, Romain Grosjean, Nico Hülkenberg, Sergio Pérez (jeweils vier), Vettel (drei), Jenson Button, Hamilton und Daniil Kwjat (jeweils zwei) gingen mit Strafpunkten ins Rennwochenende.
Mit Hamilton (einmal) trat ein ehemaliger Sieger zu diesem Grand Prix an.
Als Rennkommissare fungierten Derek Daly (GBR), Paul Gutjahr (CHE), Wassili Skryl (RUS) sowie Vincenzo Spano (VEN).

### Training
Im ersten freien Training fuhr Hülkenberg in 1:44,355 Minuten die Bestzeit vor Rosberg und Vettel. Das Training konnte erst mit 30-minütiger Verspätung beginnen, da ein Dieselfilm auf der Rennstrecke lag, der mit Ölbindemittel entfernt werden musste. Die Strecke bot wenig Haftung, daher kam es zu einer Vielzahl von Fahrfehlern und Drehern.
Kurz vor dem zweiten freien Training begann es zu regnen. Da für den Rest des Wochenendes trockenes Wetter vorausgesagt war, fuhren die meisten Fahrer entweder gar nicht oder nur wenige Installationsrunden. Felipe Massa fuhr in 2:00,458 Minuten die schnellste Runde vor Vettel und Valtteri Bottas. Nur acht Piloten setzten eine Rundenzeit, sechs Fahrer fuhren überhaupt nicht.
Im dritten freien Training fuhr Rosberg in 1:38,561 Minuten die Bestzeit vor Bottas und Hamilton. Das Training musste nach einem schweren Unfall von Carlos Sainz jr. abgebrochen werden. Sainz jr. verlor beim Anbremsen von Kurve 13 die Kontrolle über seinen Wagen und touchierte die Streckenbegrenzung auf der Kurveninnenseite. Dabei brach die Aufhängung vorne links und Sainz jr. schlug mit hohem Tempo frontal in die TecPro-Barriere in Kurve 14 ein. Es dauerte fast zwanzig Minuten, bis der leichtverletzte Sainz jr. aus dem stark beschädigten Fahrzeug geborgen werden konnte.

### Qualifying
Das Qualifying bestand aus drei Teilen mit einer Nettolaufzeit von 45 Minuten. Im ersten Qualifying-Segment (Q1) hatten die Fahrer 18 Minuten Zeit, um sich für das Rennen zu qualifizieren. Alle Fahrer, die im ersten Abschnitt eine Zeit erzielten, die maximal 107 Prozent der schnellsten Rundenzeit betrug, qualifizierten sich für den Grand Prix. Die besten 15 Fahrer erreichten den nächsten Teil. Rosberg war Schnellster. Sainz jr. nahm nach seinem Unfall im freien Training nicht am Qualifying teil und qualifizierte sich nicht für das Rennen. Die Manor-Piloten, Ericsson und Alonso schieden aus.
Der zweite Qualifyingabschnitt (Q2) dauerte 15 Minuten. Rosberg war erneut Schnellster. Massa, Maldonado, Button, Felipe Nasr und Kwjat schieden aus.
Der letzte Abschnitt ging über eine Zeit von zwölf Minuten, in denen die ersten zehn Startpositionen vergeben wurden. Rosberg sicherte sich mit einer Zeit von 1:37,113 Minuten die Pole-Position vor Hamilton und Bottas. Es war für Rosberg die dritte Pole-Position in der Saison und die 14. für einen Mercedes-Fahrer. Mit seiner insgesamt 18. Pole-Position hatte Rosberg nun gemeinsam mit René Arnoux die meisten ersten Startplätze derjenigen Fahrer, die keinen Weltmeistertitel errungen haben.
Alonso wurde wegen der Verwendung des zehnten Verbrennungsmotors, des neunten Turboladers, der neunten MGU-H und der siebten Kontrollelektronik um 35 Startpositionen nach hinten versetzt. Merhi wurde für die Verwendung des fünften Verbrennungsmotors, des fünften Turboladers und der fünften MGU-H um 20 Positionen nach hinten versetzt. Auch Sainz jr. erhielt eine Startplatzstrafe in Höhe von 20 Plätzen für die Verwendung des siebten Verbrennungsmotors, des sechsten Turboladers und dem vorzeitigen Austausch des Getriebes.

### Rennen
Rosberg behielt beim Start die Führung vor Hamilton. Räikkönen startete gut und ging an Vettel vorbei. In Kurve zwei griff Bottas Hamilton auf der Außenseite an, verlor durch diesen Angriff aber viel Schwung, sodass Räikkönen nach der Kurve auch an ihm vorbeiging. Der unmittelbar hinter Räikkönen und Vettel fahrende Hülkenberg drehte sich in Kurve zwei und berührte dabei Verstappen, der sich anschließend ebenfalls drehte. Ericsson konnte nicht ausweichen und kollidierte mit Hülkenberg. Für beide war das Rennen beendet, Verstappen musste mit einem Reifenschaden und einem beschädigten Frontflügel an die Box fahren. Zur Bergung der Fahrzeuge kam das Safety-Car auf die Strecke.
In der vierten Runde wurde das Rennen wieder freigegeben. Bottas ging unmittelbar nach dem Neustart an Räikkönen vorbei. Eine Runde später meldete der führende Rosberg seinem Team über Funk, dass er ein Problem mit dem Gaspedal habe. Die Position des Pedals veränderte sich wegen eines defekten Dichtungsrings, sodass Rosberg nicht den Fuß vom Gaspedal nehmen konnte, ohne dabei mit dem Knie ans Lenkrad zu stoßen. In Runde sieben fuhr Rosberg daher in Kurve zwei geradeaus und Hamilton übernahm die Führung, kurz darauf ging auch Bottas an ihm vorbei. Rosberg fuhr am Ende der Runde an die Box und gab das Rennen aus Sicherheitsgründen auf. Hamilton führte zu diesem Zeitpunkt vor Bottas, Räikkönen, Vettel, Pérez, Kwjat, Daniel Ricciardo, Nasr, Massa und Button.
In Runde zwölf verlor Grosjean die Kontrolle über seinen Wagen und schlug in die Streckenbegrenzung ein, es gab eine erneute Safety-Car-Phase, um das Fahrzeug und die Trümmer zu bergen. Pérez, Ricciardo, Alonso, Sainz jr. und Button nutzten die Gelegenheit zum Reifenwechsel.
In der 17. Runde wurde das Rennen wieder freigegeben. Vettel griff Räikkönen an, der den Angriff zunächst abwehren konnte, dann aber nachgab. Hamilton konnte sich an der Spitze absetzen und führte vor Bottas, Vettel, Räikkönen, Kwjat, Nasr, Massa, Perez, Maldonado und Ricciardo. Sainz jr. erhielt eine Fünf-Sekunden-Zeitstrafe, weil er die weiße Linie an der Boxeneinfahrt überfahren hatte. Vettel verkürzte den Rückstand auf Bottas, der per Funk Reifenprobleme an die Box meldete. In der 27. Runde fuhr Bottas zum Reifenwechsel an die Box und fiel auf Rang elf zurück.
Vettel wechselte die Reifen in Runde 30 und blieb deutlich vor Bottas. Eine Runde später wechselte auch Räikkönen, der unmittelbar vor Bottas auf die Strecke zurückkam. Bottas hatte jedoch mehr Schwung und ging an Räikkönen vorbei. Eine Runde später wechselte auch Hamilton die Reifen, behielt dabei aber die Führung. Hinter ihm lagen zu diesem Zeitpunkt Kwjat, der noch nicht zum Reifenwechsel an der Box gewesen war, und Pérez, der bereits in der zweiten Safety-Car-Phase gewechselt hatte.
Vettel überholte eine Runde später Pérez. Da Kwjat nun zum Reifenwechsel fuhr, übernahm Vettel den zweiten Platz. In Runde 36 ging Räikkönen an Bottas vorbei, der jedoch unmittelbar darauf kontern konnte. Nach den Boxenstopps führte Hamilton vor Vettel, Peréz, Ricciardo, Bottas, Räikkönen, Sainz jr., Kwjat, Massa und Button. Nasr, der als letzter Fahrer die Reifen gewechselt hatte, ging kurz darauf an Button vorbei. Auch Maldonado überholte Button anschließend. Massa überholte Kwjat und war nun Achter.
Vettel fuhr die schnellsten Rundenzeiten im Feld und verkürzte den Rückstand auf Hamilton. Bottas und Räikkönen holten auf Ricciardo auf und gingen kurz nacheinander an ihm vorbei. Sainz jr. erlitt einen Bremsdefekt, drehte sich und schlug rückwärts in die Streckenbegrenzung ein. Dabei beschädigte er seinen Heckflügel, fuhr jedoch zunächst weiter. Nachdem er einen Teil des Flügels auf der Strecke verloren hatte, stellte er sein Fahrzeug am Fahrbahnrand ab.
Ricciardo meldete kurz darauf ein Problem an der Radaufhängung seines Wagens an die Box, die ihn anwies, das Fahrzeug am Streckenrand abzustellen. Hamilton meldete ein Problem mit dem Heckspoiler, er wurde angewiesen, das DRS nicht zu benutzen. Bottas und Räikkönen verkürzten den Rückstand auf Pérez und lagen drei Runden vor Rennende unmittelbar hinter ihm. In der vorletzten Runde überholten sie ihn.
In der letzten Runde griff Räikkönen Bottas an, es kam zu einer Kollision. Bottas schied aus, Räikkönen gelang es, mit dem beschädigten Fahrzeug bis ins Ziel zu fahren, Pérez und Massa kamen noch vor ihn. Die Rennkommissare sahen Räikkönen als Verursacher der Kollision an, er erhielt nachträglich eine 10-Sekunden-Stop-and-Go-Strafe, die in eine 30-Sekunden-Zeitstrafe umgewandelt wurde und fiel damit von Platz fünf auf acht zurück. Zusätzlich erhielt er drei Strafpunkte. Alonso, der auf Platz zehn ins Ziel kam, erhielt eine Fünf-Sekunden-Zeitstrafe für das wiederholte Abkürzen in Kurve 16 und fiel so auf Platz elf zurück.
Hamilton gewann das Rennen vor Vettel und Pérez. Es war der neunte Saisonsieg für Hamilton, mit 42 Siegen zog er damit mit Vettel gleich. Für Mercedes war es der zwölfte Sieg der Saison. Pérez erreichte seine erste Podiumsplatzierung seit dem Großen Preis von Bahrain 2014. Die Top 10 komplettierten Massa, Kwjat, Nasr, Maldonado, Räikkönen, Button und Verstappen.
Hamilton behielt die Führung in der Fahrerweltmeisterschaft, Vettel wurde neuer Zweiter vor Rosberg. Nach der Entscheidung der Rennkommissare, Räikkönen nachträglich eine Zeitstrafe zu geben, stand Mercedes nun bereits als Gewinner der Konstrukteurs-Weltmeisterschaft fest. Es war der zweite WM-Titel nach 2014. Ferrari und Williams blieben auf den Plätzen zwei und drei.

## Meldeliste
| Team                          | Nr. | Fahrer           | Chassis                | Motor                       | Reifen |
| ----------------------------- | --- | ---------------- | ---------------------- | --------------------------- | ------ |
| Mercedes AMG Petronas F1 Team | 44  | Lewis Hamilton   | Mercedes F1 W06 Hybrid | Mercedes-Benz PU106B Hybrid | P      |
| Mercedes AMG Petronas F1 Team | 06  | Nico Rosberg     | Mercedes F1 W06 Hybrid | Mercedes-Benz PU106B Hybrid | P      |
| Infiniti Red Bull Racing      | 03  | Daniel Ricciardo | Red Bull RB11          | Renault Energy F1 2015      | P      |
| Infiniti Red Bull Racing      | 26  | Daniil Kwjat     | Red Bull RB11          | Renault Energy F1 2015      | P      |
| Williams Martini Racing       | 19  | Felipe Massa     | Williams FW37          | Mercedes-Benz PU106B Hybrid | P      |
| Williams Martini Racing       | 77  | Valtteri Bottas  | Williams FW37          | Mercedes-Benz PU106B Hybrid | P      |
| Scuderia Ferrari              | 05  | Sebastian Vettel | Ferrari SF15-T         | Ferrari 059/4               | P      |
| Scuderia Ferrari              | 07  | Kimi Räikkönen   | Ferrari SF15-T         | Ferrari 059/4               | P      |
| McLaren Honda                 | 14  | Fernando Alonso  | McLaren MP4-30         | Honda RA615H                | P      |
| McLaren Honda                 | 22  | Jenson Button    | McLaren MP4-30         | Honda RA615H                | P      |
| Sahara Force India F1 Team    | 27  | Nico Hülkenberg  | Force India VJM08      | Mercedes-Benz PU106B Hybrid | P      |
| Sahara Force India F1 Team    | 11  | Sergio Pérez     | Force India VJM08      | Mercedes-Benz PU106B Hybrid | P      |
| Scuderia Toro Rosso           | 33  | Max Verstappen   | Toro Rosso STR10       | Renault Energy F1 2015      | P      |
| Scuderia Toro Rosso           | 55  | Carlos Sainz jr. | Toro Rosso STR10       | Renault Energy F1 2015      | P      |
| Lotus F1 Team                 | 08  | Romain Grosjean  | Lotus E23 Hybrid       | Mercedes-Benz PU106B Hybrid | P      |
| Lotus F1 Team                 | 13  | Pastor Maldonado | Lotus E23 Hybrid       | Mercedes-Benz PU106B Hybrid | P      |
| Lotus F1 Team                 | 30  | Jolyon Palmer    | Lotus E23 Hybrid       | Mercedes-Benz PU106B Hybrid | P      |
| Manor Marussia F1 Team        | 28  | Will Stevens     | Marussia MR03          | Ferrari 059/3               | P      |
| Manor Marussia F1 Team        | 98  | Roberto Merhi    | Marussia MR03          | Ferrari 059/3               | P      |
| Sauber F1 Team                | 09  | Marcus Ericsson  | Sauber C34             | Ferrari 059/4               | P      |
| Sauber F1 Team                | 12  | Felipe Nasr      | Sauber C34             | Ferrari 059/4               | P      |

Anmerkungen
1. 1 2  Der Lotus mit der Startnummer 30 wurde im ersten freien Training für Palmer eingesetzt. Grosjean übernahm das Fahrzeug anschließend für das restliche Rennwochenende mit seiner Startnummer 8.

## Klassifikationen

### Qualifying
| Pos.                                                                      | Fahrer           | Konstrukteur         | Q1         | Q2       | Q3       | Start |
| ------------------------------------------------------------------------- | ---------------- | -------------------- | ---------- | -------- | -------- | ----- |
| 01                                                                        | Nico Rosberg     | Mercedes             | 1:38,343   | 1:37,500 | 1:37,113 | 01    |
| 02                                                                        | Lewis Hamilton   | Mercedes             | 1:38,558   | 1:37,672 | 1:37,433 | 02    |
| 03                                                                        | Valtteri Bottas  | Williams-Mercedes    | 1:39,348   | 1:38,194 | 1:37,912 | 03    |
| 04                                                                        | Sebastian Vettel | Ferrari              | 1:38,598   | 1:38,402 | 1:37,965 | 04    |
| 05                                                                        | Kimi Räikkönen   | Ferrari              | 1:39,207   | 1:38,224 | 1:38,348 | 05    |
| 06                                                                        | Nico Hülkenberg  | Force India-Mercedes | 1:39,634   | 1:38,727 | 1:38,659 | 06    |
| 07                                                                        | Sergio Pérez     | Force India-Mercedes | 1:39,617   | 1:38,914 | 1:38,659 | 07    |
| 08                                                                        | Romain Grosjean  | Lotus-Mercedes       | 1:39,056   | 1:38,754 | 1:38,787 | 08    |
| 09                                                                        | Max Verstappen   | Toro Rosso-Renault   | 1:39,411   | 1:39,119 | 1:38,924 | 09    |
| 10                                                                        | Daniel Ricciardo | Red Bull-Renault     | 1:39,574   | 1:39,005 | 1:39,728 | 10    |
| 11                                                                        | Daniil Kwjat     | Red Bull-Renault     | 1:39,917   | 1:39,214 | –        | 11    |
| 12                                                                        | Felipe Nasr      | Sauber-Ferrari       | 1:40,042   | 1:39,323 | –        | 12    |
| 13                                                                        | Jenson Button    | McLaren-Honda        | 1:39,739   | 1:39,763 | –        | 13    |
| 14                                                                        | Pastor Maldonado | Lotus-Mercedes       | 1:39,724   | 1:39,811 | –        | 14    |
| 15                                                                        | Felipe Massa     | Williams-Mercedes    | 1:38,926   | 1:39,895 | –        | 15    |
| 16                                                                        | Fernando Alonso  | McLaren-Honda        | 1:40,144   | –        | –        | 19    |
| 17                                                                        | Marcus Ericsson  | Sauber-Ferrari       | 1:40,660   | –        | –        | 16    |
| 18                                                                        | Will Stevens     | Marussia-Ferrari     | 1:43,693   | –        | –        | 17    |
| 19                                                                        | Roberto Merhi    | Marussia-Ferrari     | 1:43,804   | –        | –        | 18    |
| 107-Prozent-Zeit: 1:45,227 min (bezogen auf Q1-Bestzeit von 1:38,343 min) |                  |                      |            |          |          |       |
| 20                                                                        | Carlos Sainz jr. | Toro Rosso-Renault   | keine Zeit | –        | –        | 20    |

Anmerkungen
1. ↑  Alonso wurde wegen der Verwendung des zehnten Verbrennungsmotors, des neunten Turboladers, der neunten MGU-H und der siebten Kontrollelektronik um 35 Startpositionen nach hinten versetzt.
2. ↑   Merhi wurde wegen der Verwendung des fünften Verbrennungsmotors, des fünften Turboladers und der fünften MGU-H um 20 Positionen nach hinten versetzt.
3. ↑  Sainz jr., der nicht am Qualifying teilnehmen konnte, wurde zum Rennen zugelassen, da er im Training ausreichend schnell gefahren war. Er musste vom letzten Startplatz starten. Zusätzlich wurde er für die Verwendung des siebten Verbrennungsmotors, des sechsten Turboladers und dem vorzeitigen Austausch des Getriebes um 20 Positionen nach hinten versetzt.

### Rennen
| Pos. | Fahrer           | Konstrukteur         | Runden | Zeit        | Start | Schnellste Runde |
| ---- | ---------------- | -------------------- | ------ | ----------- | ----- | ---------------- |
| 01   | Lewis Hamilton   | Mercedes             | 53     | 1:37:11,024 | 02    | 1:40,573 (44.)   |
| 02   | Sebastian Vettel | Ferrari              | 53     | + 5,953     | 04    | 1:40,072 (51.)   |
| 03   | Sergio Pérez     | Force India-Mercedes | 53     | + 28,918    | 07    | 1:41,772 (48.)   |
| 04   | Felipe Massa     | Williams-Mercedes    | 53     | + 38,831    | 15    | 1:40,881 (48.)   |
| 05   | Daniil Kwjat     | Red Bull-Renault     | 53     | + 47,566    | 11    | 1:41,372 (52.)   |
| 06   | Felipe Nasr      | Sauber-Ferrari       | 53     | + 56,508    | 12    | 1:41,507 (52.)   |
| 07   | Pastor Maldonado | Lotus-Mercedes       | 53     | + 1:01,088  | 14    | 1:41,520 (51.)   |
| 08   | Kimi Räikkönen   | Ferrari              | 53     | + 1:12,358  | 05    | 1:40,294 (48.)   |
| 09   | Jenson Button    | McLaren-Honda        | 53     | + 1:19,467  | 13    | 1:43,068 (53.)   |
| 10   | Max Verstappen   | Toro Rosso-Renault   | 53     | + 1:28,424  | 09    | 1:42,639 (29.)   |
| 11   | Fernando Alonso  | McLaren-Honda        | 53     | + 1:31,210  | 19    | 1:43,265 (45.)   |
| 12   | Valtteri Bottas  | Williams-Mercedes    | 52     | DNF         | 03    | 1:41,134 (45.)   |
| 13   | Roberto Merhi    | Marussia-Ferrari     | 52     | + 1 Runde   | 18    | 1:45,049 (50.)   |
| 14   | Will Stevens     | Marussia-Ferrari     | 51     | + 2 Runden  | 17    | 1:44,926 (50.)   |
| 15   | Daniel Ricciardo | Red Bull-Renault     | 47     | DNF         | 10    | 1:41,888 (43.)   |
| –    | Carlos Sainz jr. | Toro Rosso-Renault   | 45     | DNF         | 20    | 1:42,258 (44.)   |
| –    | Romain Grosjean  | Lotus-Mercedes       | 11     | DNF         | 08    | 1:45,226 (07.)   |
| –    | Nico Rosberg     | Mercedes             | 7      | DNF         | 01    | 1:43,113 (06.)   |
| –    | Nico Hülkenberg  | Force India-Mercedes | 0      | DNF         | 06    | –                |
| –    | Marcus Ericsson  | Sauber-Ferrari       | 0      | DNF         | 16    | –                |

Anmerkungen
1. ↑  Räikkönen beendete das Rennen als Fünfter. Wegen einer Kollision mit Bottas erhielt er nachträglich eine 30-Sekunden-Zeitstrafe.
2. ↑  Alonso beendete das Rennen als Zehnter. Wegen einer Überschreitung der Track-Limits erhielt er allerdings eine Fünf-Sekunden-Zeitstrafe.

## WM-Stände nach dem Rennen
Die ersten zehn des Rennens bekamen 25, 18, 15, 12, 10, 8, 6, 4, 2 bzw. 1 Punkt(e).

### Fahrerwertung
| Pos. | Fahrer           | Konstrukteur         | Punkte |
| ---- | ---------------- | -------------------- | ------ |
| 01   | Lewis Hamilton   | Mercedes             | 302    |
| 02   | Sebastian Vettel | Ferrari              | 236    |
| 03   | Nico Rosberg     | Mercedes             | 229    |
| 04   | Kimi Räikkönen   | Ferrari              | 123    |
| 05   | Valtteri Bottas  | Williams-Mercedes    | 111    |
| 06   | Felipe Massa     | Williams-Mercedes    | 109    |
| 07   | Daniil Kwjat     | Red Bull-Renault     | 76     |
| 08   | Daniel Ricciardo | Red Bull-Renault     | 73     |
| 09   | Sergio Pérez     | Force India-Mercedes | 54     |
| 10   | Romain Grosjean  | Lotus-Mercedes       | 44     |
| 11   | Nico Hülkenberg  | Force India-Mercedes | 38     |

| Pos. | Fahrer           | Konstrukteur       | Punkte |
| ---- | ---------------- | ------------------ | ------ |
| 12   | Max Verstappen   | Toro Rosso-Renault | 33     |
| 13   | Felipe Nasr      | Sauber-Ferrari     | 25     |
| 14   | Pastor Maldonado | Lotus-Mercedes     | 22     |
| 15   | Carlos Sainz jr. | Toro Rosso-Renault | 12     |
| 16   | Fernando Alonso  | McLaren-Honda      | 11     |
| 17   | Marcus Ericsson  | Sauber-Ferrari     | 9      |
| 18   | Jenson Button    | McLaren-Honda      | 8      |
| 19   | Roberto Merhi    | Marussia-Ferrari   | 0      |
| 20   | Will Stevens     | Marussia-Ferrari   | 0      |
| 21   | Alexander Rossi  | Marussia-Ferrari   | 0      |
| –    | Kevin Magnussen  | McLaren-Honda      | 0      |

### Konstrukteurswertung
| Pos. | Konstrukteur         | Punkte |
| ---- | -------------------- | ------ |
| 1    | Mercedes             | 531    |
| 2    | Ferrari              | 359    |
| 3    | Williams-Mercedes    | 220    |
| 4    | Red Bull-Renault     | 149    |
| 5    | Force India-Mercedes | 92     |

| Pos. | Konstrukteur       | Punkte |
| ---- | ------------------ | ------ |
| 06   | Lotus-Mercedes     | 66     |
| 07   | Toro Rosso-Renault | 45     |
| 08   | Sauber-Ferrari     | 34     |
| 09   | McLaren-Honda      | 19     |
| 10   | Marussia-Ferrari   | 0      |